# Triều Tiên hôm nay
Triều Tiên hôm nay, được xuất bản lần đầu với tên gọi Triều Tiên Mới, là một tạp chí tuyên truyền của Bắc Triều Tiên do Nhà xuất bản Ngoại ngữ ở Bình Nhưỡng xuất bản hàng tháng.
Tạp chí tập trung vào những tiến bộ văn hóa và công nghiệp đạt được trong nước. Nó cũng xuất bản các truyện ngắn của Triều Tiên. Các bản sao của tạp chí được trao cho khách du lịch trên các chuyến bay vào nước này.
Tạp chí ban đầu chỉ được xuất bản bằng tiếng Nga. Ngày nay, nó được xuất bản bằng nhiều ngôn ngữ khác như: tiếng Anh, tiếng Ả Rập, tiếng Trung Quốc, tiếng Pháp, tiếng Nga và tiếng Tây Ban Nha.

## Lịch sử
Tạp chí được xuất bản lần đầu với tên gọi Triều Tiên Mới (tiếng Nga: Новая Корея) vào tháng 1 năm 1950  bởi Nhà xuất bản Triều Tiên Mới, tiền thân của Nhà xuất bản Ngoại ngữ. Kể từ năm 1959, nó đã được xuất bản với tên Triều Tiên hôm nay.
Vào tháng 12 năm 1955, Son Din-fa, tổng biên tập của tờ Triều Tiên Mới, bị cách chức và bị kết án lao động chân tay sau khi gây ra ảnh hưởng của quá trình khử Stalin từ Liên Xô và chỉ trích nhân cách sùng bái lãnh tụ Kim Nhật Thành.